# Willis Carrier
Willis Haviland Carrier (26.11.1875 – 7.10.1950) là một kỹ sư và nhà sáng chế người Mỹ, ông nổi tiếng là người đã sáng chế ra máy điều hòa nhiệt độ hiện đại.

## Thời niên thiếu
Carrier sinh tại Angola, New York, và thừa hưởng lòng yêu thích việc hàn vá, sửa chữa các vật dụng (tinkering) từ người mẹ, như các đồng hồ cũ, các máy khâu và các đồ dùng gia đình khác. Ông thích toán học và luôn học toán mỗi khi có cơ hội.
Năm 1895 Carrier nhận được một học bổng để theo học tại trường Đại học Cornell và tốt nghiệp năm 1901 với học vị kỹ sư cơ khí. Sau đó ông làm việc cho Công ty Buffalo Forge, một công ty làm các bếp lò (heater), máy quạt gió (blower) và các hệ thống thoát khí cùng thiết kế các hệ thống lò sấy gỗ xẻ và cà phê.

## Thành lập công ty
Cuộc Đại Suy thoái Kinh tế đã khiến cho việc tiêu thụ máy điều hòa nhiệt độ bị trì trệ. Căn lều của Willis Carrier tại Hội chợ thế giới năm 1939 đã cho các khách tới thăm một cái nhìn thoáng qua về tương lai của việc điều hòa nhiệt độ. Nhưng trước khi việc điều hòa nhiệt độ trở nên phổ cập, thì Chiến tranh thế giới thứ hai xảy ra.
Carrier chuyển công ty của mình tới Syracuse, New York trong thập niên 1930, và công ty trở nên một trong số công ty sử dụng nhiều công nhân viên nhất ở miền Trung tiểu bang New York. Năm 1930, ông bắt đầu mở hãng Toyo Carrier and Samsung Applications ở Hàn Quốc và Nhật Bản. Hàn Quốc ngày nay là thị trường tiêu thụ máy điều hòa nhiệt độ lớn nhất thế giới.
Công ty của ông đi tiên phong trong thiết kế và sản xuất các máy làm lạnh để làm lạnh khoảng không gian rộng lớn. Bằng cách gia tăng sản xuất công nghiệp trong các tháng mùa hè, việc điều hòa nhiệt độ đã cách mạng hóa đời sống của người Mỹ. Việc đưa máy điều hòa nhiệt độ vào nơi cư ngụ trong thập niên 1920 đã giúp cho việc bắt đầu thu hút nhiều dân nhập cư tới vùng Vành đai Mặt trời. Carrier vẫn là người đứng đầu thế giới về sản xuất các máy lò, thông gió, điều hòa nhiệt độ và máy làm lạnh dùng trong thương mại và trong nơi cư ngụ. Năm 2007 Công ty Carrier đã bán trên 15 tỷ dollar và sử dụng khoảng 45.000 công nhân viên.

## Đời tư
Carrier và cả ba người vợ đều được chôn tại nghĩa trang Forest Lawn Cemetery ở Buffalo, New York.
Willis có một con trai tên là James, kết hôn với Esther Hilliard, họ có bảy người con. Effie, người con út, đã nắm việc kinh doanh của gia đình, rồi trao lại cho con gái Donna, Donna lại trao cho con gái Lisa, và Lisa đã bổ nhiệm con trai là Timothy Carrier làm CEO của công ty. Gia đình họ hiện cư ngụ ở Lorne, New Brunswick.